# Karolina Kucharczyk
Karolina Kucharczyk - Urbańska (ur. 24 kwietnia 1991 w Rawiczu) – polska niepełnosprawna lekkoatletka, mistrzyni paraolimpijska w skoku w dal z 2012, 2020 oraz z 2024 roku i wicemistrzyni z 2016 roku, trzykrotna mistrzyni świata i Europy, rekordzistka świata. Występuje w kategorii T20 (niepełnosprawność intelektualna).
Do jej największych sukcesów należy mistrzostwo paraolimpijskie zdobyte w 2012 roku w Londynie, mistrzostwo świata z 2013, 2015 i 2019 roku, oraz mistrzostwo Europy z 2012, 2016 i 2018 roku.
3 września 2012 podczas konkursu paraolimpijskiego w Londynie czterokrotnie poprawiała własny rekord świata (5,72 m ustanowiony 30 września 2011 w Imperii we Włoszech), uzyskując w kolejnych próbach: 5,79 m; 5,80 m; 5,93 m; 5,78 m; 6,00 m; 5,64 m.
22 lipca 2013 roku ponownie poprawiła własny rekord świata podczas mistrzostw świata w Lyonie, uzyskując odległość 6,09 m.
Otrzymała również kwalifikację do kolejnych igrzysk paraolimpijskich w Rio de Janeiro w 2016 roku. Zdobyła tam srebrny medal, skacząc na 5,55 m i przegrywając tylko z Chorwatką Mikelą Ristoski.
24 sierpnia 2018 roku podczas paralekkoatletycznych mistrzostw Europy w Berlinie po raz kolejny ustanowiła rekord świata rezultatem 6,14 m.
14 listopada 2019 roku na mistrzostwach świata w Dubaju zdobyła złoty medal i ponownie poprawiła rekord świata rezultatem 6,21 m. W klasyfikacji końcowej miała wynik lepszy od drugiej Rosjanki Aleksandry Ruczkiny o 59 centymetrów.
Została dwukrotnie odznaczona Złotym Krzyżem Zasługi (2013, 2016). W 2021 odznaczona Krzyżem Oficerskim Orderu Odrodzenia Polski.

## Rekordy
- Rekord świata[9]
  - Skok w dal (T20) – 6,24 (26 czerwca 2021, Poznań)

- Rekord paraolimpijski[10]
  - Skok w dal (T20) – 6,00 (3 września 2012, Londyn)

- Rekord mistrzostw świata[11]
  - Skok w dal (T20) – 6,21 (14 listopada 2019, Dubaj)

- Rekord Europy[12]
  - Skok w dal (T20) – 6,24 (26 czerwca 2021, Poznań)

- Rekord mistrzostw Europy[13]
  - Skok w dal (T20) – 6,14 (24 sierpnia 2018, Berlin)

## Wyniki
| Rok  | Zawody                   | Miejscowość    | Konkurencja      | Wynik | Pozycja    |
| ---- | ------------------------ | -------------- | ---------------- | ----- | ---------- |
| 2011 | Mistrzostwa świata       | Christchurch   | Skok w dal (T20) | 5,00  | 2. miejsce |
| 2012 | Mistrzostwa Europy       | Stadskanaal    | Skok w dal (T20) | 5,88  | 1. miejsce |
| 2012 | Igrzyska paraolimpijskie | Londyn         | Skok w dal (T20) | 6,00  | 1. miejsce |
| 2013 | Mistrzostwa świata       | Lyon           | Skok w dal (T20) | 6,09  | 1. miejsce |
| 2015 | Mistrzostwa świata       | Doha           | Skok w dal (T20) | 5,67  | 1. miejsce |
| 2016 | Mistrzostwa Europy       | Grosseto       | Skok w dal (T20) | 5,87  | 1. miejsce |
| 2016 | Igrzyska paraolimpijskie | Rio de Janeiro | Skok w dal (T20) | 5,55  | 2. miejsce |
| 2018 | Mistrzostwa Europy       | Berlin         | Skok w dal (T20) | 6,14  | 1. miejsce |
| 2019 | Mistrzostwa świata       | Dubaj          | Skok w dal (T20) | 6,21  | 1. miejsce |
| 2021 | Igrzyska paraolimpijskie | Tokio          | Skok w dal (T20) | 6,03  | 1. miejsce |